# El Sagrat Cor de Jesús de Viladomiu Nou
El sagrat Cor de Jesús de Viladomiu Nou és l'església de la colònia tèxtil Viladomiu Nou (Gironella), construïda pels propietaris de la colònia el 1905, i inclosa en l'inventari del Patrimoni Arquitectònic de Catalunya.

## Descripció

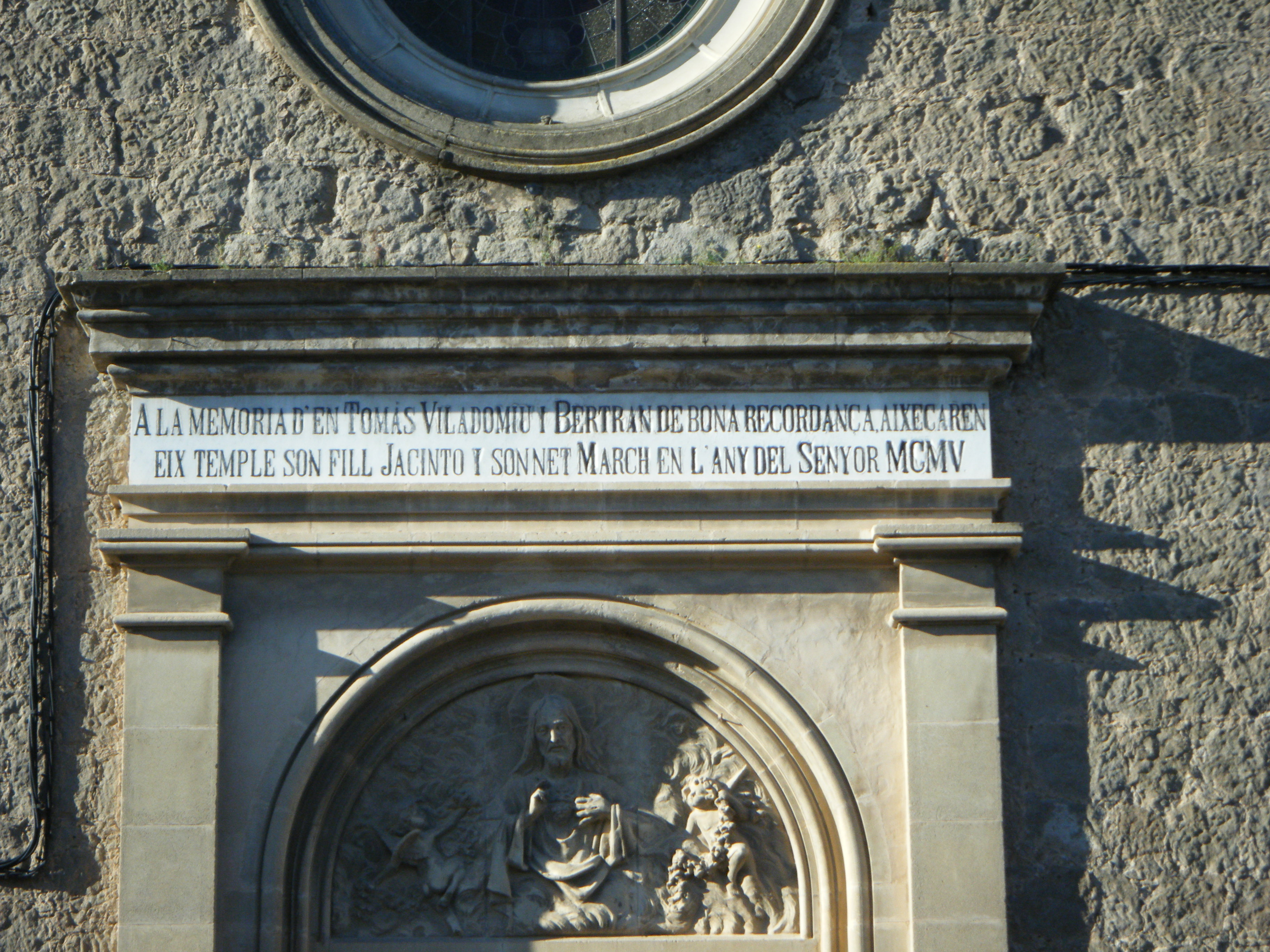
Inscripció a la Façana

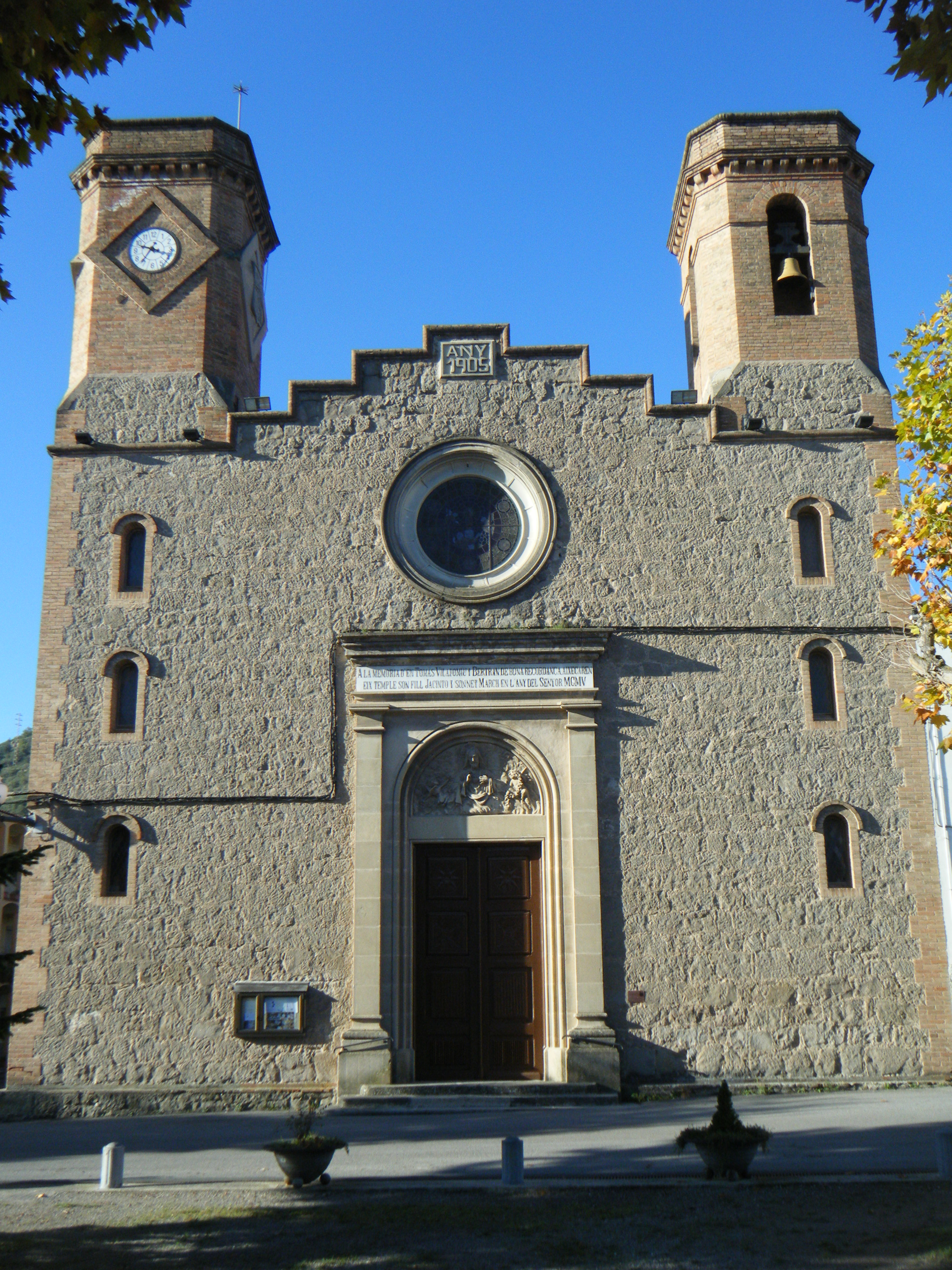
Façana de l'església de Viladomiu Nou

Edifici d'una sola nau amb capelles laterals i coberta amb volta de creueria. L'absis és de planta rectangular, flanquejat per les dues dependències de la sagristia i cobert amb una cúpula quadrilobulada. La façana està orientada a llevant i flanquejada per dues torres de planta quadrada, ubicada a l'única plaça de tota la colònia. A la façana hi ha una portada allindanada amb un frontó arrodonit amb elements esculpits en baix relleu. Tot plegat està a més, emmarcat per pilastres adossades que suporten un fals frontó on hi figura una inscripció. El parament és de grans pedres treballades disposades en filades i unides amb morter. El decorativisme interior contrasta amb la decorativitat exterior.

## Història
Després de la mort del fundador de la colònia, Tomàs Viladomiu i Bertran, els hereus es van repartir les dues colònies Viladomiu: Viladomiu Vell i Viladomiu Nou. Era el 1897. Això va fer que la segona s'independitzés de la primera, i comencés a ampliar-se. L'església es va iniciar el 1900 i es va finalitzar el 1905. A la façana de l'església s'hi llegeix: A la memòria d'en Tomàs Viladomiu i Bertran en bona recordança aixecaren eix temple son fill Jacinto i son net March en l'any del senyor MCMV. Estilísticament respon al gust eclèctic del moment i a la direcció personal dels promotors de l'obra que combinaven elements clàssics a l'hora de dissenyar l'església.